# Bringing Up Baby (film 1914)
Bringing Up Baby è un cortometraggio muto del 1914 diretto da Francis J. Grandon.

## Produzione
Il film fu prodotto dalla Selig Polyscope Company

## Distribuzione
Venne distribuito dalla General Film Company.